# Unforgettable (Nat King Cole)
"Unforgettable" is een nummer geschreven door Irving Gordon. Het verkreeg bekendheid door de versie van Nat King Cole, die het in 1951 opnam voor zijn album Unforgettable. In oktober van dat jaar bracht hij het nummer uit als single. In 1991 bracht Coles dochter Natalie Cole het nummer opnieuw uit op haar album Unforgettable... with Love in duet met haar inmiddels overleden vader. In juni van dat jaar werd deze versie uitgebracht als single.

## Achtergrond
"Unforgettable" droeg oorspronkelijk de titel "Uncomparable", maar op aandringen van de muziekuitgeverij werd dit gewijzigd in "Unforgettable". Het nummer werd in 1951 voor het eerst gepubliceerd. De populairste versie van het nummer werd in 1951 opgenomen door Nat King Cole voor zijn album Unforgettable, dat in 1952 verscheen. Het arrangement voor deze opname is geschreven door Nelson Riddle. Deze versie werd uitgebracht als single in oktober 1951 en bereikte de veertiende plaats in de voorloper van de Amerikaanse Billboard Hot 100. In 1988 kwam het in het Verenigd Koninkrijk opnieuw uit als single en behaalde het hier de 84e plaats in de UK Singles Chart.
Een versie van "Unforgettable" zonder orkest, die Cole in 1952 opnam, werd in 1998 uitgebracht op de heruitgave van Penthouse Serenade, een verder instrumentaal album dat in 1955 uitkwam. Op 30 maart 1961 nam Cole het nummer opnieuw op, maar dit keer in stereo. Deze versie, opgenomen met het orkest van Ralph Carmichael, werd in 1961 uitgebracht op het album The Nat King Cole Story. De oorspronkelijke opname van het nummer werd in 2000 opgenomen in de Grammy Hall of Fame.
In 1991 kreeg Joe Guercio, de voormalig dirigent van het orkest van Elvis Presley, het idee om de oorspronkelijke opname van "Unforgettable" door Cole te gebruiken voor een nieuwe versie waarop zijn dochter Natalie meezingt. Deze versie bereikte de veertiende plaats in de Billboard Hot 100 en kwam in de UK Singles Chart tot de negentiende plaats. In Australië en Nieuw-Zeeland werd de top 10 bereikt. In Nederland piekte de single op de twintigste plaats in de Top 40 en de vijftiende plaats in de Nationale Top 100, terwijl in Vlaanderen de vijfde plaats in de voorloper van de Ultratop 50 werd gehaald. In 1992 ontving deze opname drie Grammy Awards in de categorieën Record of the Year, Song of the Year en Best Instrumental Arrangement Accompanying Vocal(s).
Andere versies van "Unforgettable" werden opgenomen door onder meer George Benson, Andrea Bocelli met Lisa Kelly, Captain & Tennille, Roberto Carlos, Vikki Carr, Jackie Chan met Ani Di Franco, Sammy Davis jr., Roberta Flack, Aretha Franklin, Marvin Gaye, Yvette Giraud (in het Frans als "Inoubliable"), Merle Haggard, Engelbert Humperdinck, Bradley Joseph, Teddi King, Peggy Lee, Johnny Mathis, Megan Mullally met Sean Hayes (in de televisieserie Will & Grace), Nicole C. Mullen, Pepper Adams Quintet, Oscar Peterson, Esther Phillips, Lou Rawls, Kenny Rogers, Diane Schuur, Marlena Shaw, Sia (in de film Finding Dory) en Dinah Washington.

## Hitnoteringen

### Nat King Cole

#### NPO Radio 2 Top 2000
| Nummer met noteringen in de NPO Radio 2 Top 2000 | '99  | '00  | '01  | '02  | '03  | '04  | '05  | '06  | '07  | '08  | '09  | '10  | '11  | '12  |
| ------------------------------------------------ | ---- | ---- | ---- | ---- | ---- | ---- | ---- | ---- | ---- | ---- | ---- | ---- | ---- | ---- |
| Unforgettable                                    | 1188 | 1404 | 1555 | 1490 | 1068 | 1469 | 1814 | 1435 | 1572 | 1468 | 1612 | 1800 | 1483 | 1970 |

1. ↑  Een vetgedrukt getal geeft de hoogste notering aan.
2. ↑  Deze tabel is bijgewerkt tot en met de laatste editie (2024).

### Natalie Cole & Nat King Cole

#### Nederlandse Top 40
| Hitnotering: 20-07-1991 t/m 24-08-1991 | Hitnotering: 20-07-1991 t/m 24-08-1991 | Hitnotering: 20-07-1991 t/m 24-08-1991 | Hitnotering: 20-07-1991 t/m 24-08-1991 | Hitnotering: 20-07-1991 t/m 24-08-1991 | Hitnotering: 20-07-1991 t/m 24-08-1991 | Hitnotering: 20-07-1991 t/m 24-08-1991 | Hitnotering: 20-07-1991 t/m 24-08-1991 |
| Week                                   | 1                                      | 2                                      | 3                                      | 4                                      | 5                                      | 6                                      |                                        |
| -------------------------------------- | -------------------------------------- | -------------------------------------- | -------------------------------------- | -------------------------------------- | -------------------------------------- | -------------------------------------- | -------------------------------------- |
| Nummer                                 | 36                                     | 27                                     | 23                                     | 20                                     | 21                                     | 36                                     | uit                                    |

#### Nationale Top 100
| Hitnotering: 06-07-1991 t/m 07-09-1991 | Hitnotering: 06-07-1991 t/m 07-09-1991 | Hitnotering: 06-07-1991 t/m 07-09-1991 | Hitnotering: 06-07-1991 t/m 07-09-1991 | Hitnotering: 06-07-1991 t/m 07-09-1991 | Hitnotering: 06-07-1991 t/m 07-09-1991 | Hitnotering: 06-07-1991 t/m 07-09-1991 | Hitnotering: 06-07-1991 t/m 07-09-1991 | Hitnotering: 06-07-1991 t/m 07-09-1991 | Hitnotering: 06-07-1991 t/m 07-09-1991 | Hitnotering: 06-07-1991 t/m 07-09-1991 | Hitnotering: 06-07-1991 t/m 07-09-1991 |
| Week                                   | 1                                      | 2                                      | 3                                      | 4                                      | 5                                      | 6                                      | 7                                      | 8                                      | 9                                      | 10                                     |                                        |
| -------------------------------------- | -------------------------------------- | -------------------------------------- | -------------------------------------- | -------------------------------------- | -------------------------------------- | -------------------------------------- | -------------------------------------- | -------------------------------------- | -------------------------------------- | -------------------------------------- | -------------------------------------- |
| Nummer                                 | 97                                     | 80                                     | 50                                     | 23                                     | 17                                     | 15                                     | 21                                     | 40                                     | 60                                     | 90                                     | uit                                    |